# François Beyrouti
François Elias Beyrouti (* 3. Juli 1971 in Hadath bei Beirut, Libanon) ist ein libanesischer Geistlicher und melkitischer Bischof von Newton.

## Leben
François Beyrouti wanderte mit seiner Familie nach Kanada aus und besuchte in Vancouver die Oberschule. Er studierte am Priesterseminar Christ the King in Mission. Nach weiteren Studien an der Saint Paul University in Ottawa wurde er in biblischer Theologie promoviert. Am 4. Oktober 1998 empfing er durch Bischof Sleiman Hajjar BS in der Kirche St. Peter und Paul in Ottawa das Sakrament der Priesterweihe für die Eparchie Saint-Sauveur de Montréal.
Nach Aufgaben in der Pfarrseelsorge war er Jugendseelsorger und gehörte dem Konsultorenkollegium der Eparchie an. 2011 wurde er in den Klerus der Eparchie Newton inkardiniert. Hier wurde er in den Priesterrat gewählt und war Pfarrer der melkitischen Holy Cross-Pfarrei in Placentia.
Am 20. August 2022 ernannte ihn Papst Franziskus zum Bischof von Newton. Der Patriarch von Antiochien, Joseph Absi SMSP, spendete ihm am 12. Oktober desselben Jahres in der Konkathedrale der Eparchie die Bischofsweihe. Mitkonsekratoren waren sein Amtsvorgänger Nicholas James Samra und der ukrainisch-katholische Erzbischof von Philadelphia, Boris Andrij Gudziak. Die Amtseinführung in Newton fand eine Woche später statt.